# پایگاه هوایی کادنا
پایگاه هوایی کادنا در اوکیناوا محلی در ژاپن است که سربازان آمریکایی در آن مستقر می‌باشند و گهگاه وجود چنین پایگاه و حضور نظامیان بیگانه در ژاپن مورد مماشات سیاسی و مردمی ژآپنی‌ها با آمریکا قرارگرفته زیرا ژاپنی‌ها از حضور سربازان بیگانه در کشورشان ناخرسند می‌باشند.